# 天狮集团
天狮集团，是一家位于天津的综合企业集团。主营业务有生物技术、物流、金融、房地产、国际贸易、零售、电子商务、教育和旅游。

## 历史
公司成立于1995年，1998年春走向国际市场，刚开始主要是中药、钙片和即溶咖啡的出口贸易，采取直效营销方式销售，2009年销量遍及190多个国家的1600万顾客，大多数客户集中在俄罗斯，大约有6万顾客在德国。
其在印尼的分公司也有所著墨，至今進入印尼發展的歷史約有30年，2022年還在當地Sentul 国际会议中心(SICC) 舉行了經銷大會。
近年聘請了前港星彭丹作為国际战略研究部的院长。其董事長李金元曾任世界直销协会联盟的CEO委员会委员，中国企业家协会副会长，中国红十字会第九届理事会理事等頭銜。

## 轶闻
2015年5月公司组织6500名职工进行法国四日游，集团总裁李金元订下了巴黎140间酒店和超过4700间在戛纳和摩纳哥的房间，整个行程还包括卢浮宫和红磨坊的包场参观。当地媒体报道此次旅游预计消费1300万欧元。其中在法国尼斯还创造了一项最大规模人体主题创意组字的吉尼斯世界纪录。